# Coppa Italia Serie C 1987-1988
La Coppa Italia di Serie C 1987-1988 è stata la sedicesima edizione della coppa di categoria. Il vincitore è stato il Monza che si è aggiudicato il trofeo per la sua terza volta nella storia battendo il Palermo nella finale a doppia sfida.

## Formula
Delle 108 società di Serie C1 e Serie C2, 96 parteciparono alla fase a gironi: erano, invece, ammesse direttamente al turno successivo le 12 squadre che parteciparono alla Coppa Italia 1987-1988. Tutti gli abbinamenti di tutto il torneo venivano fatti con criterio di vicinanza geografica. A partire da questa stagione la fase a gironi fu innovata: i raggruppamenti furono sempre 24, ciascuno di 4 squadre, che si incontrarono in gare di andata e ritorno, per un totale di 6 incontri per squadra. Ma anziché i tradizionali 2 punti per vittoria, uno per il pareggio e zero per la sconfitta, furono attribuiti tre punti per la vittoria, zero per la sconfitta e uno per il pareggio, ma, in caso di parità al termine dei 90 minuti regolamentari, venivano tirati i calci di rigore per attribuire un punto aggiuntivo alla squadra vincitrice.
Venivano ammesse al turno successivo le 24 vincitrici dei gironi: per poter disputare i sedicesimi con 32 squadre, tra le 36 ammesse vennero sorteggiate 8 formazioni che disputarono un ulteriore turno di spareggio con gare di andata e ritorno. I restanti turni furono tutti disputati con turni di andata e ritorno, finale compresa: non valeva la regola dei gol fuori casa, per cui in caso di parità complessi al termine dei tempi supplementari, venivano calciati i rigori.

## Fase eliminatoria a gironi
Le partite furono disputate tra il 23 agosto e il 13 settembre; in caso di arrivo in parità di due o più squadre si teneva conto della differenza reti.

### Girone A
|  | Pos. | Squadra      | Pt | G | V | N+V | P | GF | GS | DR |
|  | ---- | ------------ | -- | - | - | --- | - | -- | -- | -- |
|  | 1.   | Novara       | 10 | 6 | 3 | 1+0 | 2 | 8  | 5  | +3 |
|  | 2.   | Casale       | 10 | 6 | 3 | 1+0 | 2 | 7  | 6  | +1 |
|  | 3.   | Saviglianese | 9  | 6 | 3 | 0   | 3 | 6  | 7  | -1 |
|  | 4.   | Pro Vercelli | 7  | 6 | 1 | 2+2 | 3 | 5  | 8  | -3 |

- Qualificato: Novara per differenza reti

#### Risultati
| andata        | 1ª giornata         | ritorno |
|               |                     |         |
| 1-0           | Novara-Saviglianese | 0-1     |
| 0-0 (3-2 dcr) | Pro Vercelli-Casale | 0-1     |

| andata | 2ª giornata               | ritorno |
|        |                           |         |
| 3-2    | Casale-Novara             | 0-2     |
| 3-1    | Saviglianese-Pro Vercelli | 0-2     |

| andata | 3ª giornata         | ritorno       |
|        |                     |               |
| 2-1    | Novara-Pro Vercelli | 1-1 (4-6 dcr) |
| 1-0    | Saviglianese-Casale | 1-3           |

### Girone B
|  | Pos. | Squadra    | Pt | G | V | N+V | P | GF | GS | DR |
|  | ---- | ---------- | -- | - | - | --- | - | -- | -- | -- |
|  | 1.   | Legnano    | 14 | 6 | 4 | 1+1 | 1 | 7  | 4  | +3 |
|  | 2.   | Varese     | 10 | 6 | 3 | 1+0 | 2 | 6  | 3  | +3 |
|  | 3.   | Pro Sesto  | 9  | 6 | 3 | 0   | 3 | 5  | 5  | +0 |
|  | 4.   | Pro Patria | 3  | 6 | 1 | 0   | 5 | 3  | 9  | -6 |

- Qualificato: Legnano

#### Risultati
| andata | 1ª giornata       | ritorno |
|        |                   |         |
| 1-0    | Legnano-Pro Sesto | 2-1     |
| 0-2    | Pro Patria-Varese | 0-2     |

| andata | 2ª giornata        | ritorno |
|        |                    |         |
| 1-0    | Pro Sesto-Varese   | 1-0     |
| 0-1    | Pro Patria-Legnano | 1-2     |

| andata        | 3ª giornata          | ritorno |
|               |                      |         |
| 1-1 (5-2 dcr) | Legnano-Varese       | 0-1     |
| 2-1           | Pro Sesto-Pro Patria | 0-1     |

### Girone C
|  | Pos. | Squadra         | Pt | G | V | N+V | P | GF | GS | DR |
|  | ---- | --------------- | -- | - | - | --- | - | -- | -- | -- |
|  | 1.   | Pavia           | 13 | 6 | 3 | 2+2 | 1 | 8  | 6  | +2 |
|  | 2.   | Derthona        | 10 | 6 | 2 | 3+1 | 1 | 10 | 8  | +2 |
|  | 3.   | Entella Bacezza | 7  | 6 | 2 | 1+0 | 3 | 8  | 8  | +0 |
|  | 4.   | Vogherese       | 6  | 6 | 1 | 2+1 | 3 | 6  | 10 | -4 |

- Qualificato: Pavia

#### Risultati
| andata | 1ª giornata               | ritorno       |
|        |                           |               |
| 1-2    | Pavia-Derthona            | 1-1 (6-5 dcr) |
| 1-0    | Vogherese-Entella Bacezza | 1-3           |

| andata | 2ª giornata           | ritorno       |
|        |                       |               |
| 1-2    | Entella Bacezza-Pavia | 0-1           |
| 2-4    | Vogherese-Derthona    | 0-0 (4-1 dcr) |

| andata        | 3ª giornata              | ritorno |
|               |                          |         |
| 2-2 (5-4 dcr) | Derthona-Entella Bacezza | 1-2     |
| 1-1 (5-4 dcr) | Pavia-Vogherese          | 2-1     |

### Girone D
|  | Pos. | Squadra             | Pt | G | V | N+V | P | GF | GS | DR  |
|  | ---- | ------------------- | -- | - | - | --- | - | -- | -- | --- |
|  | 1.   | Telgate             | 15 | 6 | 5 | 0   | 1 | 15 | 4  | +11 |
|  | 2.   | Virescit Boccaleone | 9  | 6 | 3 | 0   | 3 | 13 | 9  | +4  |
|  | 3.   | Ospitaletto         | 8  | 6 | 2 | 1+1 | 3 | 6  | 12 | -6  |
|  | 4.   | Pergocrema          | 4  | 6 | 1 | 1+0 | 4 | 7  | 16 | -9  |

- Qualificato: Telgate

#### Risultati
| andata | 1ª giornata                     | ritorno |
|        |                                 |         |
| 1-0    | Ospitaletto-Virescit Boccaleone | 0-6     |
| 1-4    | Pergocrema-Telgate              | 0-3     |

| andata        | 2ª giornata                 | ritorno |
|               |                             |         |
| 1-1 (5-6 dcr) | Pergocrema-Ospitaletto      | 3-2     |
| 0-3           | Virescit Boccaleone-Telgate | 1-3     |

| andata | 3ª giornata                    | ritorno |
|        |                                |         |
| 2-1    | Telgate-Ospitaletto            | 0-1     |
| 4-1    | Virescit Boccaleone-Pergocrema | 2-1     |

### Girone E
|  | Pos. | Squadra   | Pt | G | V | N+V | P | GF | GS | DR |
|  | ---- | --------- | -- | - | - | --- | - | -- | -- | -- |
|  | 1.   | Trento    | 16 | 6 | 4 | 2+2 | 0 | 10 | 2  | +8 |
|  | 2.   | Chievo    | 11 | 6 | 2 | 3+2 | 1 | 8  | 8  | +0 |
|  | 3.   | Mantova   | 5  | 6 | 1 | 2+0 | 3 | 2  | 5  | -3 |
|  | 4.   | Giorgione | 4  | 6 | 0 | 3+1 | 3 | 2  | 7  | -5 |

- Qualificato: Trento

#### Risultati
| andata        | 1ª giornata       | ritorno |
|               |                   |         |
| 0-0 (5-4 dcr) | Giorgione-Mantova | 0-1     |
| 1-1 (8-7 dcr) | Trento-Chievo     | 4-1     |

| andata        | 2ª giornata      | ritorno       |
|               |                  |               |
| 1-1 (2-4 dcr) | Mantova-Chievo   | 0-1           |
| 2-0           | Trento-Giorgione | 0-0 (5-4 dcr) |

| andata        | 3ª giornata      | ritorno |
|               |                  |         |
| 1-1 (2-5 dcr) | Giorgione-Chievo | 1-3     |
| 0-2           | Mantova-Trento   | 0-1     |

### Girone F
|  | Pos. | Squadra        | Pt | G | V | N+V | P | GF | GS | DR |
|  | ---- | -------------- | -- | - | - | --- | - | -- | -- | -- |
|  | 1.   | Treviso        | 10 | 4 | 2 | 2+2 | 0 | 6  | 4  | +2 |
|  | 2.   | Venezia-Mestre | 6  | 4 | 2 | 0   | 2 | 7  | 6  | +1 |
|  | 3.   | Pordenone      | 2  | 4 | 0 | 0+2 | 2 | 4  | 7  | -3 |

- Qualificato: Treviso
- girone ridotto per la mancata iscrizione del Montebelluna al campionato.

#### Risultati
| andata            | 1ª giornata            | ritorno |
|                   |                        |         |
| 1-2               | Venezia Mestra-Treviso | 1-2     |
| Riposa: Pordenone |                        |         |

| andata                 | 2ª giornata       | ritorno       |
|                        |                   |               |
| 1-1 (5-4 dcr)          | Treviso-Pordenone | 1-1 (4-3 dcr) |
| Riposa: Venezia Mestra |                   |               |

| andata          | 3ª giornata              | ritorno |
|                 |                          |         |
| 0-2             | Pordenone-Venezia Mestre | 2-3     |
| Riposa: Treviso |                          |         |

### Girone G
|  | Pos. | Squadra  | Pt | G | V | N+V | P | GF | GS | DR |
|  | ---- | -------- | -- | - | - | --- | - | -- | -- | -- |
|  | 1.   | Forlì    | 13 | 6 | 4 | 1+0 | 1 | 8  | 5  | +3 |
|  | 2.   | Suzzara  | 12 | 6 | 2 | 3+3 | 1 | 8  | 7  | +1 |
|  | 3.   | Ravenna  | 8  | 6 | 2 | 2+2 | 2 | 9  | 9  | +0 |
|  | 4.   | Sassuolo | 3  | 6 | 0 | 2+1 | 4 | 3  | 7  | -4 |

- Qualificato: Forlì

#### Risultati
| andata | 1ª giornata      | ritorno       |
|        |                  |               |
| 1-2    | Forlì-Ravenna    | 2-1           |
| 1-0    | Suzzara-Sassuolo | 1-1 (6-5 dcr) |

| andata | 2ª giornata     | ritorno       |
|        |                 |               |
| 0-1    | Sassuolo-Forlì  | 1-2           |
| 5-4    | Suzzara-Ravenna | 0-0 (8-7 dcr) |

| andata        | 3ª giornata      | ritorno |
|               |                  |         |
| 0-0 (2-3 dcr) | Forlì-Suzzara    | 2-1     |
| 1-1 (3-4 dcr) | Ravenna-Sassuolo | 1-0     |

### Girone H
|  | Pos. | Squadra   | Pt | G | V | N+V | P | GF | GS | DR |
|  | ---- | --------- | -- | - | - | --- | - | -- | -- | -- |
|  | 1.   | Spezia    | 13 | 6 | 4 | 1+0 | 1 | 6  | 3  | +3 |
|  | 2.   | Sarzanese | 9  | 6 | 2 | 2+1 | 2 | 5  | 5  | +0 |
|  | 3.   | Massese   | 7  | 6 | 2 | 1+0 | 3 | 7  | 7  | +0 |
|  | 4.   | Carrarese | 7  | 6 | 1 | 2+2 | 3 | 2  | 5  | -3 |

- Qualificato: Spezia

#### Risultati
| andata | 1ª giornata       | ritorno |
|        |                   |         |
| 1-0    | Carrarese-Massese | 0-2     |
| 1-0    | Spezia-Sarzanese  | 1-0     |

| andata | 2ª giornata         | ritorno       |
|        |                     |               |
| 3-1    | Massese-Spezia      | 0-2           |
| 2-1    | Sarzanese-Carrarese | 0-0 (5-6 dcr) |

| andata        | 3ª giornata       | ritorno       |
|               |                   |               |
| 0-0 (8-7 dcr) | Carrarese-Spezia  | 0-1           |
| 1-0           | Sarzanese-Massese | 2-2 (5-4 dcr) |

### Girone I
|  | Pos. | Squadra    | Pt | G | V | N+V | P | GF | GS | DR |
|  | ---- | ---------- | -- | - | - | --- | - | -- | -- | -- |
|  | 1.   | Rondinella | 12 | 6 | 4 | 0   | 2 | 11 | 9  | +2 |
|  | 2.   | Lucchese   | 11 | 6 | 3 | 1+1 | 2 | 9  | 6  | +3 |
|  | 3.   | Cuoiopelli | 7  | 6 | 2 | 1+0 | 3 | 5  | 7  | -2 |
|  | 4.   | Pontedera  | 6  | 6 | 1 | 2+1 | 3 | 6  | 9  | -3 |

- Qualificato: R.M. Firenze

#### Risultati
| andata        | 1ª giornata             | ritorno |
|               |                         |         |
| 1-0           | CuoioPelli-R.M. Firenze | 1-2     |
| 1-1 (4-3 dcr) | Lucchese-Pontedera      | 1-0     |

| andata        | 2ª giornata           | ritorno |
|               |                       |         |
| 1-2           | Lucchese-R.M. Firenze | 1-2     |
| 0-0 (3-2 dcr) | Pontedera-CuoioPelli  | 0-2     |

| andata | 3ª giornata            | ritorno |
|        |                        |         |
| 1-2    | CuoioPelli-Lucchese    | 0-3     |
| 1-2    | R.M. Firenze-Pontedera | 4-3     |

### Girone K
|  | Pos. | Squadra     | Pt | G | V | N+V | P | GF | GS | DR  |
|  | ---- | ----------- | -- | - | - | --- | - | -- | -- | --- |
|  | 1.   | Prato       | 16 | 6 | 4 | 2+2 | 0 | 9  | 1  | +8  |
|  | 2.   | Montevarchi | 10 | 6 | 2 | 3+1 | 1 | 10 | 5  | +5  |
|  | 3.   | Siena       | 8  | 6 | 1 | 4+1 | 1 | 3  | 3  | +0  |
|  | 4.   | Pistoiese   | 2  | 6 | 0 | 1+1 | 5 | 0  | 13 | -13 |

- Qualificato: Prato

#### Risultati
| andata        | 1ª giornata       | ritorno       |
|               |                   |               |
| 1-1 (4-5 dcr) | Montevarchi-Siena | 1-1 (6-5 dcr) |
| 0-2           | Pistoiese-Prato   | 0-3           |

| andata        | 2ª giornata           | ritorno |
|               |                       |         |
| 0-5           | Pistoiese-Montevarchi | 0-2     |
| 0-0 (4-5 dcr) | Siena-Prato           | 0-1     |

| andata | 3ª giornata       | ritorno       |
|        |                   |               |
| 3-1    | Prato-Montevarchi | 0-0 (5-3 dcr) |
| 1-0    | Siena-Pistoiese   | 0-0 (3-4 dcr) |

### Girone L
|  | Pos. | Squadra    | Pt | G | V | N+V | P | GF | GS | DR |
|  | ---- | ---------- | -- | - | - | --- | - | -- | -- | -- |
|  | 1.   | Vis Pesaro | 12 | 6 | 2 | 4+2 | 0 | 8  | 4  | +4 |
|  | 2.   | Fano       | 10 | 6 | 2 | 3+1 | 1 | 7  | 7  | +0 |
|  | 3.   | Riccione   | 8  | 6 | 1 | 3+2 | 2 | 6  | 8  | -2 |
|  | 4.   | Rimini     | 6  | 6 | 1 | 2+1 | 3 | 5  | 7  | -2 |

- Qualificato: Vis Pesaro

#### Risultati
| andata        | 1ª giornata       | ritorno |
|               |                   |         |
| 1-1 (4-1 dcr) | Riccione-Fano     | 3-1     |
| 0-0 (5-4 dcr) | Rimini-Vis Pesaro | 1-3     |

| andata        | 2ª giornata         | ritorno |
|               |                     |         |
| 1-0           | Fano-Rimini         | 2-1     |
| 1-1 (5-6 dcr) | Riccione-Vis Pesaro | 0-2     |

| andata        | 3ª giornata     | ritorno       |
|               |                 |               |
| 1-1 (3-5 dcr) | Rimini-Riccione | 2-0           |
| 1-1 (5-2 dcr) | Vis Pesaro-Fano | 1-1 (5-6 dcr) |

### Girone M
|  | Pos. | Squadra      | Pt | G | V | N+V | P | GF | GS | DR |
|  | ---- | ------------ | -- | - | - | --- | - | -- | -- | -- |
|  | 1.   | Gubbio       | 13 | 6 | 3 | 2+2 | 1 | 5  | 3  | +2 |
|  | 2.   | Civitanovese | 12 | 6 | 3 | 2+1 | 1 | 8  | 7  | +1 |
|  | 3.   | Ancona       | 9  | 6 | 2 | 2+1 | 2 | 9  | 7  | +2 |
|  | 4.   | Jesi         | 2  | 6 | 0 | 2+0 | 4 | 5  | 10 | -5 |

- Qualificato: Gubbio

#### Risultati
| andata        | 1ª giornata         | ritorno |
|               |                     |         |
| 1-1 (4-2 dcr) | Civitanovese-Ancona | 2-1     |
| 0-0 (2-3 dcr) | Jesi-Gubbio         | 0-1     |

| andata | 2ª giornata         | ritorno       |
|        |                     |               |
| 3-2    | Ancona-Jesi         | 1-1 (4-3 dcr) |
| 3-0    | Gubbio-Civitanovese | 0-0 (5-4 dcr) |

| andata | 3ª giornata       | ritorno |
|        |                   |         |
| 1-0    | Gubbio-Ancona     | 0-3     |
| 1-2    | Jesi-Civitanovese | 1-3     |

### Girone N
|  | Pos. | Squadra    | Pt | G | V | N+V | P | GF | GS | DR |
|  | ---- | ---------- | -- | - | - | --- | - | -- | -- | -- |
|  | 1.   | Perugia    | 15 | 6 | 3 | 3+3 | 0 | 8  | 4  | +4 |
|  | 2.   | Teramo     | 10 | 6 | 2 | 4+0 | 0 | 6  | 4  | +2 |
|  | 3.   | Giulianova | 6  | 6 | 1 | 2+1 | 3 | 3  | 6  | -3 |
|  | 4.   | Ternana    | 5  | 6 | 0 | 3+2 | 3 | 2  | 5  | -3 |

- Qualificato: Perugia

#### Risultati
| andata        | 1ª giornata        | ritorno       |
|               |                    |               |
| 1-1 (2-5 dcr) | Teramo-Perugia     | 2-2 (4-5 dcr) |
| 0-0 (3-2 dcr) | Ternana-Giulianova | 1-2           |

| andata        | 2ª giornata       | ritorno |
|               |                   |         |
| 0-0 (3-2 dcr) | Giulianova-Teramo | 0-1     |
| 0-0 (2-4 dcr) | Ternana-Perugia   | 0-1     |

| andata | 3ª giornata        | ritorno       |
|        |                    |               |
| 1-0    | Perugia-Giulianova | 3-1           |
| 1-0    | Teramo-Ternana     | 1-1 (5-6 dcr) |

### Girone O
|  | Pos. | Squadra     | Pt | G | V | N+V | P | GF | GS | DR |
|  | ---- | ----------- | -- | - | - | --- | - | -- | -- | -- |
|  | 1.   | Francavilla | 14 | 6 | 4 | 1+1 | 1 | 9  | 5  | +4 |
|  | 2.   | Lanciano    | 10 | 6 | 3 | 1+0 | 2 | 11 | 7  | +4 |
|  | 3.   | Chieti      | 7  | 6 | 2 | 1+0 | 3 | 4  | 6  | -2 |
|  | 4.   | Celano      | 5  | 6 | 1 | 1+1 | 4 | 3  | 9  | -6 |

- Qualificato: Francavilla

#### Risultati
| andata | 1ª giornata        | ritorno |
|        |                    |         |
| 3-1    | Celano-Lanciano    | 0-3     |
| 2-1    | Francavilla-Chieti | 0-1     |

| andata | 2ª giornata        | ritorno |
|        |                    |         |
| 0-1    | Chieti-Lanciano    | 0-3     |
| 2-0    | Francavilla-Celano | 1-0     |

| andata        | 3ª giornata          | ritorno |
|               |                      |         |
| 0-0 (5-3 dcr) | Celano-Chieti        | 0-2     |
| 2-2 (3-4 dcr) | Lanciano-Francavilla | 1-2     |

### Girone P
|  | Pos. | Squadra       | Pt | G | V | N+V | P | GF | GS | DR |
|  | ---- | ------------- | -- | - | - | --- | - | -- | -- | -- |
|  | 1.   | Lodigiani     | 13 | 6 | 4 | 1+0 | 1 | 9  | 3  | +6 |
|  | 2.   | Frosinone     | 13 | 6 | 3 | 2+2 | 1 | 8  | 5  | +3 |
|  | 3.   | Carbonia      | 10 | 6 | 3 | 1+0 | 2 | 9  | 9  | +0 |
|  | 4.   | Civitavecchia | 0  | 6 | 0 | 0   | 6 | 2  | 11 | -9 |

- Qualificato: Lodigiani per differenza reti

#### Risultati
| andata | 1ª giornata            | ritorno       |
|        |                        |               |
| 4-0    | Carbonia-Civitavecchia | 2-1           |
| 2-0    | Lodigiani-Frosinone    | 1-1 (7-8 dcr) |

| andata        | 2ª giornata            | ritorno |
|               |                        |         |
| 1-1 (3-5 dcr) | Carbonia-Frosinone     | 0-3     |
| 0-1           | Civitavechia-Lodigiani | 0-1     |

| andata | 3ª giornata             | ritorno |
|        |                         |         |
| 1-0    | Frosinone-Civitavecchia | 2-1     |
| 3-0    | Lodigiani-Carbonia      | 1-2     |

### Girone Q
|  | Pos. | Squadra      | Pt | G | V | N+V | P | GF | GS | DR |
|  | ---- | ------------ | -- | - | - | --- | - | -- | -- | -- |
|  | 1.   | Latina       | 12 | 6 | 4 | 0   | 2 | 9  | 6  | +3 |
|  | 2.   | Angizia Luco | 10 | 6 | 3 | 1+0 | 2 | 5  | 4  | +1 |
|  | 3.   | Pro Cisterna | 8  | 6 | 2 | 1+1 | 3 | 4  | 4  | +0 |
|  | 4.   | Benevento    | 6  | 6 | 2 | 0   | 4 | 5  | 9  | -4 |

- Qualificato: Latina

#### Risultati
| andata | 1ª giornata            | ritorno |
|        |                        |         |
| 1-0    | Angizia Luco-Latina    | 1-2     |
| 2-0    | Pro Cisterna-Benevento | 1-0     |

| andata | 2ª giornata            | ritorno |
|        |                        |         |
| 1-0    | Angizia Luco-Benevento | 1-2     |
| 2-1    | Latina-Pro Cisterna    | 1-0     |

| andata        | 3ª giornata               | ritorno |
|               |                           |         |
| 3-1           | Benevento-Latina          | 0-3     |
| 0-0 (4-3 dcr) | Pro Cisterna-Angizia Luco | 0-1     |

### Girone R
|  | Pos. | Squadra            | Pt | G | V | N+V | P | GF | GS | DR  |
|  | ---- | ------------------ | -- | - | - | --- | - | -- | -- | --- |
|  | 1.   | Nola               | 13 | 6 | 4 | 1+0 | 1 | 10 | 4  | +6  |
|  | 2.   | Ischia             | 10 | 6 | 2 | 2+2 | 2 | 4  | 4  | +0  |
|  | 3.   | Afragolese         | 9  | 6 | 2 | 2+1 | 2 | 10 | 6  | +4  |
|  | 4.   | Campania Puteolana | 4  | 6 | 1 | 1+0 | 4 | 2  | 12 | -10 |

- Qualificato: Nola

#### Risultati
| andata        | 1ª giornata             | ritorno |
|               |                         |         |
| 0-0 (4-2 dcr) | Ischia-Afragolese       | 2-0     |
| 3-0           | Nola-Campania Puteolana | 1-0     |

| andata        | 2ª giornata               | ritorno       |
|               |                           |               |
| 0-0 (4-3 dcr) | Ischia-Campania Puteolana | 0-2           |
| 2-0           | Nola-Afragolese           | 2-2 (4-5 dcr) |

| andata | 3ª giornata                   | ritorno |
|        |                               |         |
| 7-0    | Afragolese-Campania Puteolana | 1-0     |
| 2-0    | Ischia-Nola                   | 0-2     |

### Girone S
|  | Pos. | Squadra    | Pt | G | V | N+V | P | GF | GS | DR  |
|  | ---- | ---------- | -- | - | - | --- | - | -- | -- | --- |
|  | 1.   | Cavese     | 13 | 6 | 3 | 2+2 | 1 | 15 | 7  | +8  |
|  | 2.   | Ercolanese | 13 | 6 | 3 | 3+1 | 0 | 10 | 4  | +6  |
|  | 3.   | Turris     | 9  | 6 | 2 | 2+1 | 2 | 8  | 8  | +0  |
|  | 4.   | Nocerina   | 1  | 6 | 0 | 1+0 | 5 | 4  | 18 | -14 |

- Qualificato: Cavese per differenza reti

#### Risultati
| andata        | 1ª giornata       | ritorno |
|               |                   |         |
| 1-1 (3-5 dcr) | Ercolanese-Cavese | 3-2     |
| 2-3           | Nocerina-Turris   | 0-3     |

| andata        | 2ª giornata       | ritorno |
|               |                   |         |
| 4-1           | Cavese-Nocerina   | 5-0     |
| 0-0 (4-3 dcr) | Turris-Ercolanese | 0-3     |

| andata        | 3ª giornata         | ritorno       |
|               |                     |               |
| 2-2 (5-2 dcr) | Cavese-Turris       | 1-0           |
| 2-0           | Ercolanese-Nocerina | 1-1 (5-4 dcr) |

### Girone T
|  | Pos. | Squadra     | Pt | G | V | N+V | P | GF | GS | DR |
|  | ---- | ----------- | -- | - | - | --- | - | -- | -- | -- |
|  | 1.   | Juve Stabia | 14 | 6 | 3 | 3+2 | 0 | 8  | 1  | +7 |
|  | 2.   | Salernitana | 10 | 6 | 2 | 3+1 | 1 | 7  | 5  | +2 |
|  | 3.   | Sorrento    | 8  | 6 | 1 | 3+2 | 2 | 4  | 10 | -6 |
|  | 4.   | Valdiano 85 | 4  | 6 | 1 | 1+0 | 4 | 3  | 6  | -3 |

- Qualificato: Juve Stabia

#### Risultati
| andata        | 1ª giornata             | ritorno       |
|               |                         |               |
| 0-0 (3-1 dcr) | Juve Stabia-Salernitana | 1-1 (4-5 dcr) |
| 0-1           | Valdiano-Sorrento       | 1-1 (3-5 dcr) |

| andata        | 2ª giornata          | ritorno |
|               |                      |         |
| 1-0           | Juve Stabia-Valdiano | 1-0     |
| 0-0 (5-4 dcr) | Sorrento-Salernitana | 2-4     |

| andata        | 3ª giornata          | ritorno |
|               |                      |         |
| 2-1           | Salernitana-Valdiano | 0-1     |
| 0-0 (2-3 dcr) | Sorrento-Juve Stabia | 0-5     |

### Girone U
|  | Pos. | Squadra        | Pt | G | V | N+V | P | GF | GS | DR |
|  | ---- | -------------- | -- | - | - | --- | - | -- | -- | -- |
|  | 1.   | Bisceglie      | 12 | 6 | 2 | 4+2 | 0 | 7  | 5  | +2 |
|  | 2.   | Foggia         | 10 | 6 | 1 | 4+3 | 1 | 6  | 5  | +1 |
|  | 3.   | Fidelis Andria | 9  | 6 | 2 | 3+0 | 1 | 8  | 5  | +3 |
|  | 4.   | Martina        | 5  | 6 | 1 | 1+1 | 4 | 4  | 10 | -6 |

- Qualificato: Bisceglie

#### Risultati
| andata        | 1ª giornata            | ritorno       |
|               |                        |               |
| 2-2 (3-5 dcr) | Bisceglie-Foggia       | 0-0 (5-4 dcr) |
| 1-0           | Fidelis Andria-Martina | 4-1           |

| andata        | 2ª giornata           | ritorno       |
|               |                       |               |
| 1-1 (9-8 dcr) | Foggia-Fidelis Andria | 1-1 (7-6 dcr) |
| 1-1 (5-3 dcr) | Martina-Bisceglie     | 1-2           |

| andata | 3ª giornata              | ritorno       |
|        |                          |               |
| 1-2    | Fidelis Andria-Bisceglie | 0-0 (3-4 dcr) |
| 1-0    | Martina-Foggia           | 0-2           |

### Girone V
|  | Pos. | Squadra             | Pt | G | V | N+V | P | GF | GS | DR  |
|  | ---- | ------------------- | -- | - | - | --- | - | -- | -- | --- |
|  | 1.   | Casarano            | 16 | 6 | 5 | 1+0 | 0 | 13 | 1  | +12 |
|  | 2.   | Kroton              | 11 | 6 | 3 | 1+1 | 2 | 7  | 5  | +2  |
|  | 3.   | Pro Italia Galatina | 5  | 6 | 0 | 3+2 | 3 | 2  | 9  | -7  |
|  | 4.   | Brindisi            | 4  | 6 | 0 | 3+1 | 3 | 4  | 11 | -7  |

- Qualificato: Casarano

#### Risultati
| andata        | 1ª giornata       | ritorno       |
|               |                   |               |
| 0-2           | Galatina-Casarano | 0-0 (3-1 dcr) |
| 0-0 (5-4 dcr) | Kroton-Brindisi   | 2-1           |

| andata        | 2ª giornata       | ritorno       |
|               |                   |               |
| 1-1 (6-7 dcr) | Brindisi-Galatina | 1-1 (6-5 dcr) |
| 3-0           | Casarano-Kroton   | 1-0           |

| andata | 3ª giornata       | ritorno |
|        |                   |         |
| 0-1    | Galatina-Kroton   | 0-4     |
| 3-0    | Casarano-Brindisi | 4-1     |

### Girone W
|  | Pos. | Squadra          | Pt | G | V | N+V | P | GF | GS | DR |
|  | ---- | ---------------- | -- | - | - | --- | - | -- | -- | -- |
|  | 1.   | Giarre           | 15 | 6 | 5 | 0   | 1 | 11 | 3  | +8 |
|  | 2.   | Reggina          | 10 | 6 | 3 | 1+0 | 2 | 7  | 5  | +2 |
|  | 3.   | Atletico Catania | 6  | 6 | 2 | 0   | 4 | 3  | 9  | -6 |
|  | 4.   | Vigor Lamezia    | 5  | 6 | 1 | 1+1 | 4 | 6  | 10 | -4 |

- Qualificato: Giarre

#### Risultati
| andata        | 1ª giornata             | ritorno |
|               |                         |         |
| 1-0           | Giarre-Atletico Catania | 3-0     |
| 1-1 (6-5 dcr) | Vigor Lamezia-Reggina   | 1-2     |

| andata | 2ª giornata              | ritorno |
|        |                          |         |
| 0-1    | Reggina-Atletico Catania | 2-0     |
| 1-2    | Vigor Lamezia-Giarre     | 0-3     |

| andata | 3ª giornata                    | ritorno |
|        |                                |         |
| 2-1    | Atletico Catania-Vigor Lamezia | 0-2     |
| 1-0    | Giarre-Reggina                 | 1-2     |

### Girone Y
|  | Pos. | Squadra  | Pt | G | V | N+V | P | GF | GS | DR |
|  | ---- | -------- | -- | - | - | --- | - | -- | -- | -- |
|  | 1.   | Palermo  | 13 | 6 | 4 | 1+0 | 1 | 8  | 3  | +5 |
|  | 2.   | Licata   | 12 | 6 | 3 | 2+1 | 1 | 6  | 5  | +1 |
|  | 3.   | Siracusa | 10 | 6 | 2 | 2+2 | 2 | 7  | 7  | +0 |
|  | 4.   | Trapani  | 1  | 6 | 0 | 1+0 | 5 | 1  | 7  | -6 |

- Qualificato: Palermo

#### Risultati
| andata        | 1ª giornata     | ritorno |
|               |                 |         |
| 2-2 (6-5 dcr) | Siracusa-Licata | 1-2     |
| 1-2           | Trapani-Palermo | 0-1     |

| andata        | 2ª giornata      | ritorno       |
|               |                  |               |
| 3-1           | Palermo-Siracusa | 0-0 (4-5 dcr) |
| 0-0 (3-4 dcr) | Trapani-Licata   | 0-1           |

| andata | 3ª giornata      | ritorno |
|        |                  |         |
| 1-0    | Licata-Palermo   | 0-2     |
| 2-0    | Siracusa-Trapani | 1-0     |

### Girone Z
|  | Pos. | Squadra | Pt | G | V | N+V | P | GF | GS | DR |
|  | ---- | ------- | -- | - | - | --- | - | -- | -- | -- |
|  | 1.   | Torres  | 13 | 6 | 3 | 2+2 | 1 | 10 | 7  | +3 |
|  | 2.   | Tempio  | 9  | 6 | 2 | 2+1 | 2 | 6  | 6  | +0 |
|  | 3.   | Olbia   | 8  | 6 | 2 | 2+0 | 2 | 6  | 5  | +1 |
|  | 4.   | Sorso   | 6  | 6 | 1 | 2+1 | 3 | 6  | 10 | -4 |

- Qualificato: Torres

#### Risultati
| andata | 1ª giornata   | ritorno       |
|        |               |               |
| 1-0    | Olbia-Sorso   | 1-1 (2-3 dcr) |
| 3-1    | Torres-Tempio | 0-0 (3-1 dcr) |

| andata        | 2ª giornata  | ritorno       |
|               |              |               |
| 1-1 (5-6 dcr) | Olbia-Tempio | 0-1           |
| 1-3           | Sorso-Torres | 2-2 (7-8 dcr) |

| andata | 3ª giornata  | ritorno |
|        |              |         |
| 2-0    | Tempio-Sorso | 1-2     |
| 1-0    | Torres-Olbia | 1-3     |

## Fase a eliminazione diretta
Alle 24 vincitrici dei gironi del primo turno si unirono le 12 provenienti dalla Coppa Italia 1987-1988: Cagliari, Campobasso, Casertana, Catania, Centese, Cosenza, Livorno, Monopoli, Monza, Reggiana, L.R. Vicenza, Vis Pesaro.

### Spareggi di accesso ai sedicesimi di finale
Casertana, Catania, Centese, Forlì, Giarre, Nola, Trento e Treviso furono sorteggiate per partecipare al turno di spareggio atto a ridurre il numero di squadre partecipanti da 36 a 32.
Le gare di andata furono disputate il 18 novembre, quelle di ritorno il 2 dicembre.
| Squadra 1 | Totale | Squadra 2 | Andata     | Ritorno     |
| --------- | ------ | --------- | ---------- | ----------- |
|           |        |           | 18.11.1987 | 02.12.1987  |
| Centese   | 3 - 1  | Forlì     | 1 - 1      | 2 - 0       |
| Nola      | 1 - 0  | Casertana | 1 - 0      | 0 - 0       |
| Catania   | 1 - 2  | Giarre    | 1 - 0      | 0 - 2 (dts) |
| Trento    | 2 - 0  | Treviso   | 2 - 0      | 0 - 0       |

### Sedicesimi di finale
Le gare di andata furono disputate il 16 dicembre, quelle di ritorno il 6 gennaio.
| Squadra 1         | Totale | Squadra 2  | Andata     | Ritorno         |
| ----------------- | ------ | ---------- | ---------- | --------------- |
|                   |        |            | 16.12.1987 | 06.01.1988      |
| Telgate           | 3 - 3  | Legnano    | 1 - 1      | 2 - 2 (6-7 dcr) |
| Reggiana          | 4 - 3  | Novara     | 3 - 1      | 1 - 2           |
| Pavia             | 3 - 3  | Monza      | 1 - 1      | 2 - 2 (6-7 dcr) |
| Lanerossi Vicenza | 2 - 3  | Trento     | 2 - 1      | 0 - 2           |
| Centese           | 5 - 3  | SPAL       | 5 - 2      | 0 - 1           |
| Rondinella        | 1 - 3  | Prato      | 1 - 0      | 0 - 3           |
| Spezia            | 2 - 4  | Livorno    | 2 - 2      | 0 - 2           |
| Gubbio            | 1 - 2  | Perugia    | 0 - 0      | 1 - 2           |
| Francavilla       | 4 - 3  | Vis Pesaro | 2 - 2      | 2 - 1           |
| Nola              | 2 - 2  | Campobasso | 2 - 1      | 0 - 1 (2-5 dcr) |
| Cagliari          | 1 - 0  | Torres     | 1 - 0      | 0 - 0           |
| Lodigiani         | 3 - 2  | Latina     | 1 - 1      | 2 - 1 (dts)     |
| Bisceglie         | 0 - 2  | Monopoli   | 0 - 0      | 0 - 2           |
| Cosenza           | 2 - 1  | Casarano   | 1 - 0      | 1 - 1           |
| Juve Stabia       | 2 - 3  | Cavese     | 0 - 0      | 2 - 3 (dts)     |
| Palermo           | 7 - 2  | Giarre     | 4 - 1      | 3 - 1           |

### Ottavi di finale
Le gare di andata furono disputate il 3 febbraio, quelle di ritorno il 17 febbraio.
| Squadra 1  | Totale | Squadra 2   | Andata     | Ritorno         |
| ---------- | ------ | ----------- | ---------- | --------------- |
|            |        |             | 03.02.1988 | 17.02.1988      |
| Legnano    | 1 - 2  | Reggiana    | 1 - 1      | 0 - 1           |
| Monza      | 1 - 1  | Trento      | 0 - 1      | 1 - 0 (6-3 dcr) |
| Centese    | 0 - 4  | Prato       | 0 - 1      | 0 - 3           |
| Perugia    | 1 - 3  | Livorno     | 1 - 1      | 0 - 2           |
| Campobasso | 2 - 3  | Francavilla | 2 - 2      | 0 - 1           |
| Cagliari   | 3 - 1  | Lodigiani   | 2 - 0      | 1 - 1           |
| Cosenza    | 2 - 3  | Monopoli    | 2 - 0      | 0 - 3           |
| Palermo    | 3 - 2  | Cavese      | 2 - 2      | 1 - 0           |

### Quarti di finale
Le gare di andata furono disputate il 9 marzo, quelle di ritorno il 23 marzo.
| Squadra 1   | Totale | Squadra 2 | Andata     | Ritorno    |
| ----------- | ------ | --------- | ---------- | ---------- |
|             |        |           | 09.03.1988 | 23.03.1988 |
| Monopoli    | 1 - 2  | Palermo   | 0 - 2      | 1 - 0      |
| Livorno     | 2 - 1  | Prato     | 0 - 0      | 2 - 1      |
| Monza       | 2 - 1  | Reggiana  | 1 - 1      | 1 - 0      |
| Francavilla | 2 - 0  | Cagliari  | 1 - 0      | 1 - 0      |

### Semifinali
Le gare di andata furono disputate il 13 aprile, quelle di ritorno il 27 aprile.
| Squadra 1   | Totale | Squadra 2 | Andata     | Ritorno    |
| ----------- | ------ | --------- | ---------- | ---------- |
|             |        |           | 13.04.1988 | 27.04.1988 |
| Francavilla | 0 - 3  | Palermo   | 0 - 1      | 0 - 2      |
| Monza       | 1 - 0  | Livorno   | 0 - 0      | 1 - 0      |

### Finali[1]
| Squadra 1 | Totale | Squadra 2 | Andata     | Ritorno    |
| --------- | ------ | --------- | ---------- | ---------- |
|           |        |           | 08.06.1988 | 11.06.1988 |
| Palermo   | 1 - 2  | Monza     | 0 - 0      | 1 - 2      |

#### Andata
| Palermo 8 giugno 1988 Finale - Andata | Palermo         | 0 – 0 | Monza | Stadio Comunale\| Arbitro: \| Boggi (Salerno) \| |
| Arbitro:                              | Boggi (Salerno) |       |       |                                                  |

| Palermo            |    |                     |  |     |
|                    |    |                     |  |     |
| P                  | 1  | Pietro Pappalardo   |  |     |
| D                  | 2  | Angelo Cracchiolo   |  |     |
| D                  | 3  | Daniele Marsan      |  |     |
| D                  | 4  | Mariano Marchetti   |  |     |
| D                  | 5  | Pietro De Sensi     |  |     |
| C                  | 6  | Domenico Di Carlo   |  |     |
| C                  | 7  | Maurizio D'Este     |  | 71’ |
| C                  | 8  | Antonio Manicone    |  |     |
| A                  | 9  | Claudio Casale      |  | 71’ |
| C                  | 10 | Giampiero Pocetta   |  |     |
| A                  | 11 | Santino Nuccio      |  |     |
| Sostituzioni:      |    |                     |  |     |
| D                  |    | Sossio Perfetto     |  | 71’ |
| C                  |    | Rocco Massimo Macrì |  | 71’ |
| Allenatore:        |    |                     |  |     |
| Giuseppe Caramanno |    |                     |  |     |

| Monza            |    |                     |  |     |
|                  |    |                     |  |     |
| P                | 1  | Francesco Antonioli |  |     |
| D                | 2  | Roberto Fontanini   |  |     |
| D                | 3  | Carmelo Mancuso     |  |     |
| D                | 4  | Liotti              |  |     |
| D                | 5  | Corrado Verdelli    |  |     |
| D                | 6  | Stefano Pellegrini  |  |     |
| C                | 7  | Marco Bolis         |  |     |
| C                | 8  | Fulvio Saini        |  |     |
| A                | 9  | Pierluigi Casiraghi |  | 84’ |
| A                | 10 | Franco Salvadè      |  | 89’ |
| A                | 11 | Gaetano Auteri      |  | 66’ |
| Sostituzioni:    |    |                     |  |     |
| A                |    | Giovanni Stroppa    |  | 66’ |
| D                |    | Giarretta           |  | 84’ |
| D                |    | Anselmo Robbiati    |  | 89’ |
| Allenatore:      |    |                     |  |     |
| Pierluigi Frosio |    |                     |  |     |

#### Ritorno
| Arbitro: | Ceccarini (Livorno) |

|                       |           |            |
| Bolis 36’ Mancuso 50’ | Marcatori | 47’ Casale |

| Monza            |    |                     |  |     |
|                  |    |                     |  |     |
| P                | 1  | Francesco Antonioli |  | 69’ |
| D                | 2  | Roberto Fontanini   |  | 54’ |
| D                | 3  | Carmelo Mancuso     |  |     |
| D                | 4  | Massimo Brioschi    |  |     |
| D                | 5  | Corrado Verdelli    |  |     |
| D                | 6  | Stefano Pellegrini  |  |     |
| C                | 7  | Marco Bolis         |  |     |
| C                | 8  | Fulvio Saini        |  |     |
| A                | 9  | Pierluigi Casiraghi |  |     |
| A                | 10 | Giovanni Stroppa    |  | 83’ |
| A                | 11 | Gaetano Auteri      |  |     |
| Sostituzioni:    |    |                     |  |     |
| A                |    | Monguzzi            |  | 54’ |
| P                |    | Davide Pinato       |  | 69’ |
| D                |    | Anselmo Robbiati    |  | 83’ |
| Allenatore:      |    |                     |  |     |
| Pierluigi Frosio |    |                     |  |     |

| Palermo            |    |                     |  |     |
|                    |    |                     |  |     |
| P                  | 1  | Pietro Pappalardo   |  |     |
| D                  | 2  | Angelo Cracchiolo   |  |     |
| D                  | 3  | Daniele Marsan      |  |     |
| D                  | 4  | Mariano Marchetti   |  |     |
| D                  | 5  | Pietro De Sensi     |  |     |
| C                  | 6  | Domenico Di Carlo   |  | 79’ |
| C                  | 7  | Francesco Sampino   |  | 72’ |
| C                  | 8  | Antonio Manicone    |  |     |
| A                  | 9  | Sossio Perfetto     |  |     |
| C                  | 10 | Giampiero Pocetta   |  |     |
| A                  | 11 | Claudio Casale      |  |     |
| Sostituzioni:      |    |                     |  |     |
| D                  |    | Maurizio D'Este     |  | 72’ |
| C                  |    | Rocco Massimo Macrì |  | 79’ |
| Allenatore:        |    |                     |  |     |
| Giuseppe Caramanno |    |                     |  |     |